# Cláudio
Tibério Cláudio César Augusto Germânico (em latim Tiberius Claudius Caesar Augustus Germanicus; Lugduno, 1 de agosto de 10 a.C. – Roma, 13 de outubro de 54 d.C.) foi o quarto imperador romano da dinastia júlio-claudiana, e governou de 24 de janeiro de 41 d.C. até a sua morte em 54. Nascido na atual Lyon, na Gália, foi o primeiro imperador romano nascido fora da península Itálica.
Permaneceu apartado do poder pelas suas deficiências físicas (era manco e gago), até seu sobrinho Calígula, seguidamente de se tornar imperador, o nomear como cônsul e senador. A sua pouca atuação no terreno político, que representava a sua família, serviu-lhe para sobreviver nas diferentes conjuras que provocaram a queda de Tibério e Calígula. Nesta última conjura, os pretorianos que assassinaram o seu sobrinho encontraram-no atrás duma cortina, onde se escondera acreditando que o iam matar. Após a morte de Calígula, Cláudio era o único homem adulto da sua família. Este motivo, junto à sua aparente debilidade e a sua inexperiência política, fez que a guarda pretoriana o proclamasse imperador, pensando talvez que seria um títere fácil de controlar.
Apesar de sua falta de experiência, Cláudio era um administrador capaz e eficiente. Ele expandiu a burocracia imperial para incluir libertos e ajudou a restaurar as finanças do império após os excessos do reinado de Calígula. Ele também era um empreendedor ambicioso, construindo novas estradas, aquedutos e canais por todo o Império. Durante seu reinado, o Império iniciou sua conquista bem-sucedida da Britânia. Tendo um interesse pessoal em direito, ele presidiu julgamentos públicos e emitiu éditos diariamente. Ele foi visto como vulnerável durante todo o seu reinado, particularmente por elementos da nobreza. 
Cláudio foi constantemente forçado a consolidar sua posição como imperador, o que resultou na morte de muitos senadores. Esses eventos prejudicaram sua reputação entre os escritores antigos, embora historiadores mais recentes tenham revisado essa opinião. Muitos autores afirmam que ele foi assassinado por sua própria esposa, Agripina, a Jovem. Após sua morte, aos 63 anos, seu sobrinho-neto e enteado legalmente adotado, Nero, o sucedeu como imperador.

## Vida

### Família e primeiros anos

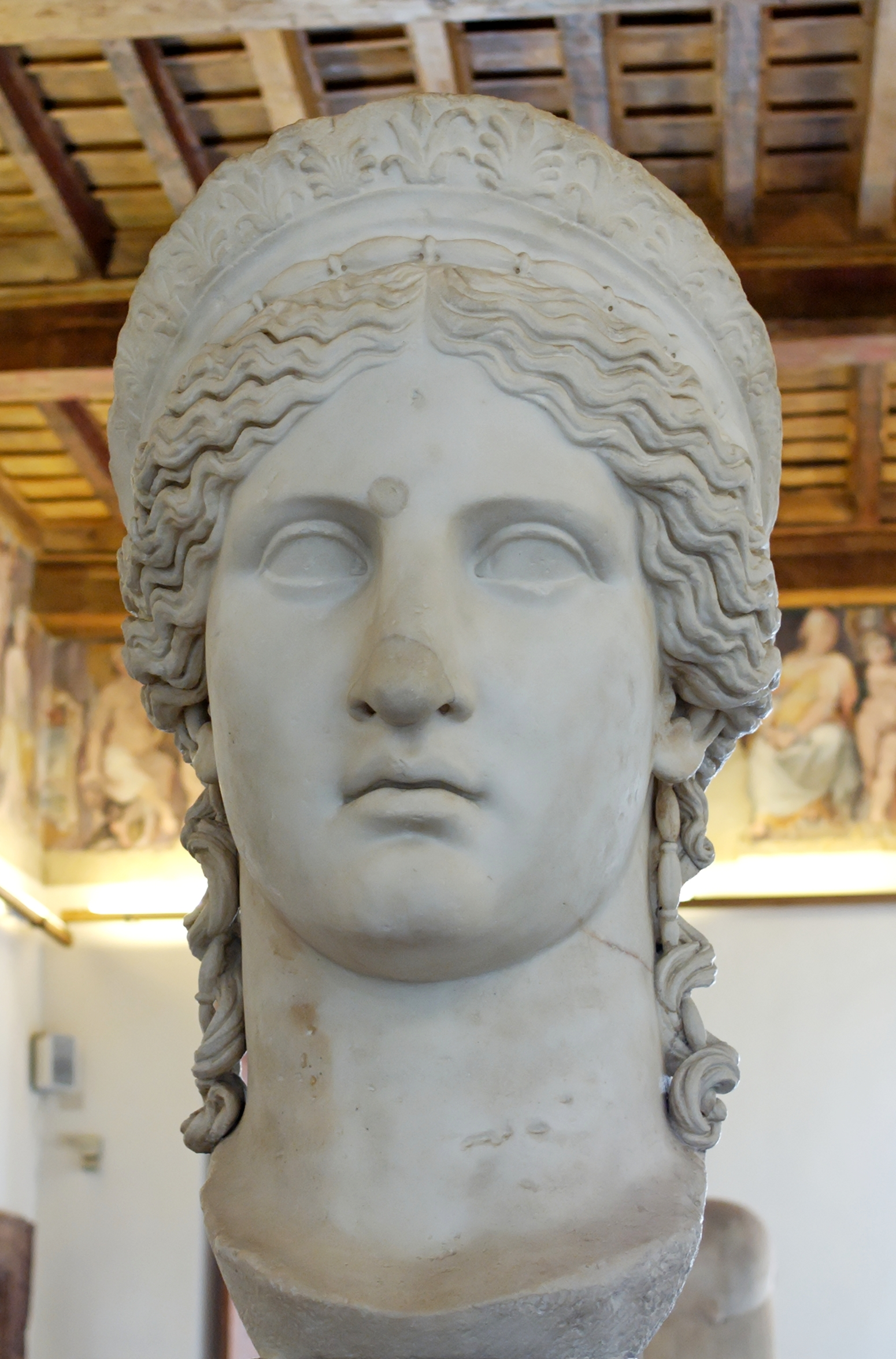
A mãe de Cláudio, Antónia, a Jovem (representada aqui como Hera - Era Ludovisi), não tinha uma boa opinião do seu filho, que o olhava como um monstro e estulto homem.

Cláudio nasceu em Lugduno, na Gália (atualmente a cidade de Lyon, na França), e recebeu o nome de Tibério Cláudio Druso Nero Germânico (Tiberius Claudius Drusus Nero Germanicus). Os seus pais foram Nero Cláudio Druso, questor e pretor, irmão de Tibério, e Antônia, filha de Marco Antônio e Octávia, quem pela sua vez era irmã de Augusto. Teve dois irmãos maiores, Germânico e Lívila.
Pode ser que Antônia tivesse outros dois filhos, mortos em tenra idade. Durante o seu reinado, Cláudio reviveu o rumor de que o seu pai, Druso, era na realidade o filho ilegítimo de Augusto.
Em 9 a.C., Druso faleceu inesperadamente, possivelmente por causa de uma ferida. Cláudio ficou então a cargo de sua mãe, que nunca voltou a casar-se.
Contudo, com o passar do tempo começaram a manifestar-se a longa série de aflições e taras físicas de Cláudio que, quando se tornaram evidentes, esfriaram a relação com a sua família. Aparentemente Cláudio acrescentou alguma disfunção física a uma síndrome de complexo de inferioridade que seria reforçada pela sua própria mãe.
Antônia referia-se a ele como um monstro, e utilizava-o como exemplo de estupidez. É provável que o deixasse com a sua avó, Lívia, por alguns anos. Lívia foi pouco mais amável com ele, e com frequência enviava-lhe curtas e iracundas cartas de reproche.
Desde o princípio Cláudio foi considerado um personagem inaceitável para o cargo de imperador.
A imposição da toga viril foi feita em segredo e Augusto relegou-o a um posto secundário no cargo sacerdotal. Cláudio ficou sob o cuidado de um "antigo condutor de mulas" para que o mantivesse sob uma certa disciplina, partindo da lógica de que a sua condição era devida ao relaxamento e à falta de espírito.
Contudo, quando alcançou a adolescência, os seus sintomas aparentemente desvaneceram-se, e a sua família fixou-se nos seus interesses acadêmicos. Em 7, Tito Lívio foi contratado como tutor do moço para lhe ensinar história, com a assistência de Sulpício Flávio. Cláudio passou muito tempo com este último, bem como com o filósofo estoico Atenodoro de Tarso. Augusto, segundo uma carta, ficou surpreendido frente da claridade da oratória de Cláudio e começaram a formar-se expetativas sobre o seu futuro.
Cláudio dedicou-se aos estudos e destacou-se em matérias como matemáticas, gramática, geometria e sobretudo história. Aprendeu medicina e grego, que chegou a falar com fluidez, e leu com avidez as obras de Atenodoro.
Finalmente, foi o seu trabalho como historiador o que acabou com a sua incipiente carreira política. Segundo Vincent Scramuzza e outros, Cláudio começou a trabalhar numa obra a respeito da história das guerra civil romana que pôde ter sido verídica demais, ou bem crítica demais com Augusto. Em qualquer caso, era demais pronto para um fato como esse, e pôde ter servido simplesmente para lembrar a Augusto que Cláudio era descendente de Marco Antônio. A sua mãe e a sua avó agiram depressa para terminar com isso, embora a experiência pôde ter-lhes servido como amostra de que Cláudio não era preparado para um cargo público, ao não parecer o bastante digno de confiança. O fato é que retomou o trabalho narrativo mais adiante na sua vida, Cláudio saltou a época das guerras acontecidas durante o Segundo Triunvirato. Além disto, foi a última pessoa a ler em etrusco, língua do povo que governou inicialmente Roma.
Contudo, o dano já estava feito, e a sua família tirou Cláudio da esfera política. Quando foi erigido o arco do triunfo de Pavia em honra ao clã imperial em 8 d.C., o nome de Cláudio (nesse momento Tibério Cláudio Nero Germânico após ascender ao grau de pater familias da família dos Claudio-Nerones com a adoção do seu irmão) ficou inscrito com os príncipes falecidos, Caio César e Lúcio César, e com os filhos de Germânico. Até mesmo existem especulações a respeito de que Cláudio pôde ter acrescentado a inscrição décadas mais tarde, e que originalmente nem sequer aparecia. Contudo, e embora ficasse separado, Augusto chegou a nomeá-lo representante dos cavaleiros de Roma.
Quando Augusto faleceu em 14, Cláudio apelou para o seu tio, o novo imperador Tibério, para que lhe permitisse começar o cursus honorum. Tibério respondeu dando a Cláudio uma distinção consular. Contudo, quando Cláudio voltou a solicitar um cargo político foi recusado. Tibério não era mais generoso que Augusto, e Cláudio retirou-se para levar uma vida privada de caráter mais acadêmico.
Escreveu várias obras de história, entre as quais se encontra uma dedicada aos Cartagineses e aos Fenícios, outra sobre a história etrusca, um tratado sobre o jogo dos dados, uma autobiografia e a mais extensa e polêmica, uma obra sobre a história de Roma desde Augusto, com todas as guerras civis. Plínio, o Velho incluiu-o na listagem dos 100 escritores mais importantes.
À morte de Augusto, os equites, ou cavaleiros romanos, escolheram Cláudio para encabeçar a sua delegação. Quando a sua casa ardeu, o senado exigiu que fosse reconstruída e que o custo fosse suportado pelo erário público, bem como que Cláudio fosse admitido nos debates daquela casa. Tibério recusou ambas as solicitações.
Durante o período imediatamente posterior à morte de Júlio César Druso, o filho de Tibério, Cláudio foi assinalado por algumas facções políticas como possível herdeiro, o qual de novo sugestiona o caráter político da sua exclusão do âmbito familiar. Contudo, isto coincidiu com o período de máximo apogeu do poder e terror do pretoriano Sejano.
Após a morte de Tibério, chegou ao poder Calígula, quem decidiu outorgar a Cláudio responsabilidades políticas. Em 37, designou-o como o seu companheiro no consulado, ao mesmo tempo que o nomeava senador. Com isso parece que Calígula visava revitalizar a lembrança do seu falecido pai, Germânico. Contudo, e apesar disso, Calígula atormentava o seu tio burlando-se dele, fazendo-lhe pagar enormes somas de dinheiro e até mesmo humilhando-o frente ao senado fazendo claras referências as suas deficiências. Segundo Dião Cássio, Cláudio voltou-se doentio e magro em finais do reinado de Calígula, muito possivelmente por causa de stress. 

### Cláudio é proclamado imperador

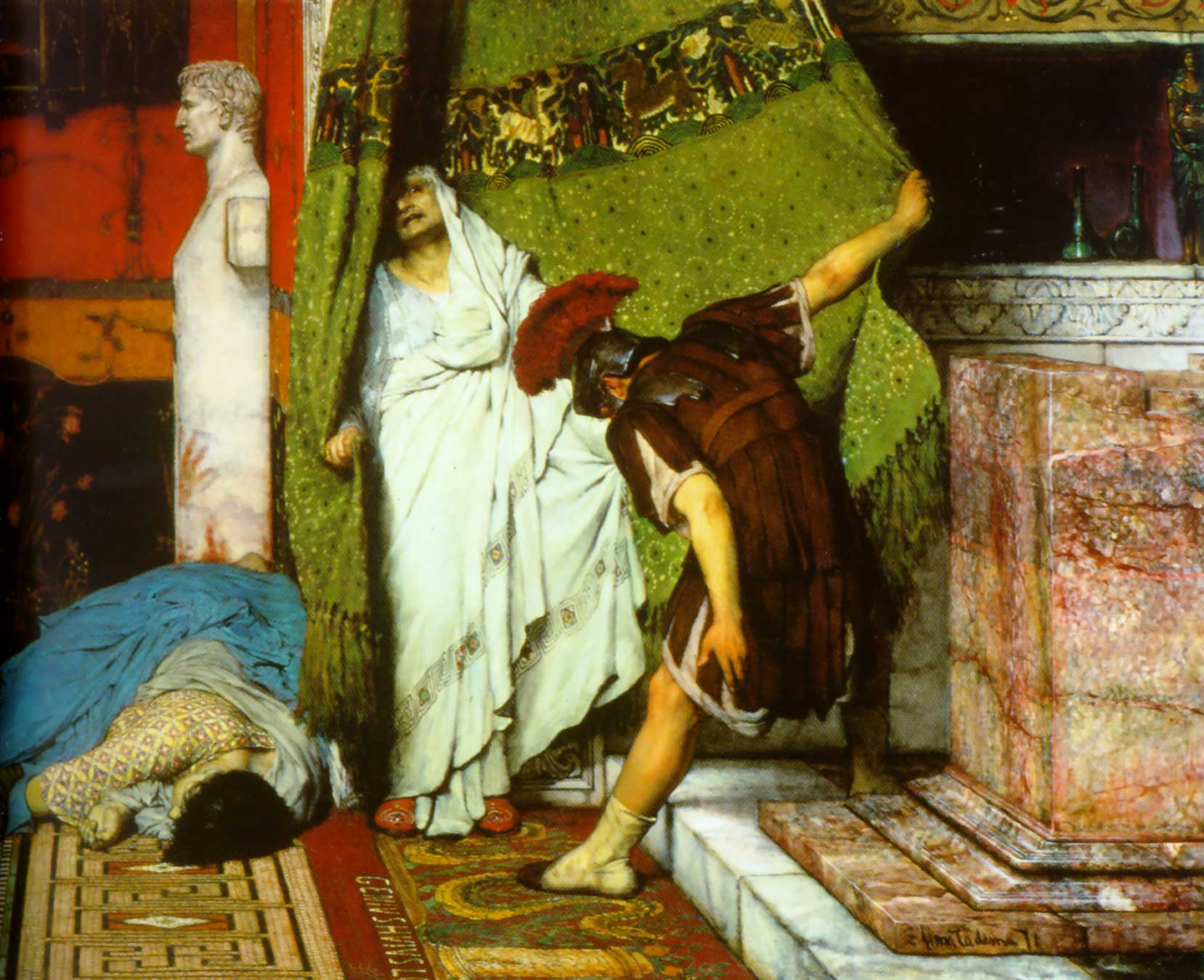
Grato proclama Cláudio imperador. Pormenor do quadro Um imperador romano,, por Lawrence Alma-Tadema, 1871

Calígula foi assassinado a 24 de janeiro de 41, vítima de uma conspiração na qual estavam envolvidos o próprio comandante da guarda pretoriana, Cássio Quereia, e vários senadores romanos. Não existe evidência de que Cláudio tivesse a ver com o assassinato, embora se argumentasse que conhecia o complô, pois abandonou a cena do crime pouco antes dos fatos. No caos posterior ao assassinato, Cláudio viu como os guardas germanos matavam vários aristocratas que não eram envolvidos na conspiração, incluindo alguns dos seus amigos. Preocupado pela sua própria sobrevivência, Cláudio fugiu do palácio para se esconder. Segundo os relatos tradicionais, um pretoriano chamado Grato encontrou-o escondido detrás de uma cortina, com medo a que também o mataram a ele, e inesperadamente proclamou-o imperator.
Também é possível que uma seção da guarda tivesse planejado buscar Cláudio. Pode até mesmo que com a aprovação do próprio Cláudio, caso ser certo que estava a par do que ia acontecer. De qualquer forma, o batalhão assegurou que não buscava vingança e Cláudio acompanhou-os até o acampamento pretoriano, onde foi proclamado imperador.
A coxeira e a tartamudez que padecia possivelmente evitaram-lhe o fatal destino sofrido por muitos nobres durante as purgas de Tibério e o irracional reinado de Calígula. Com o assassinato de Calígula, com parte da sua família e a maioria dos seus seguidores, Cláudio ficou como o único homem adulto da sua família.

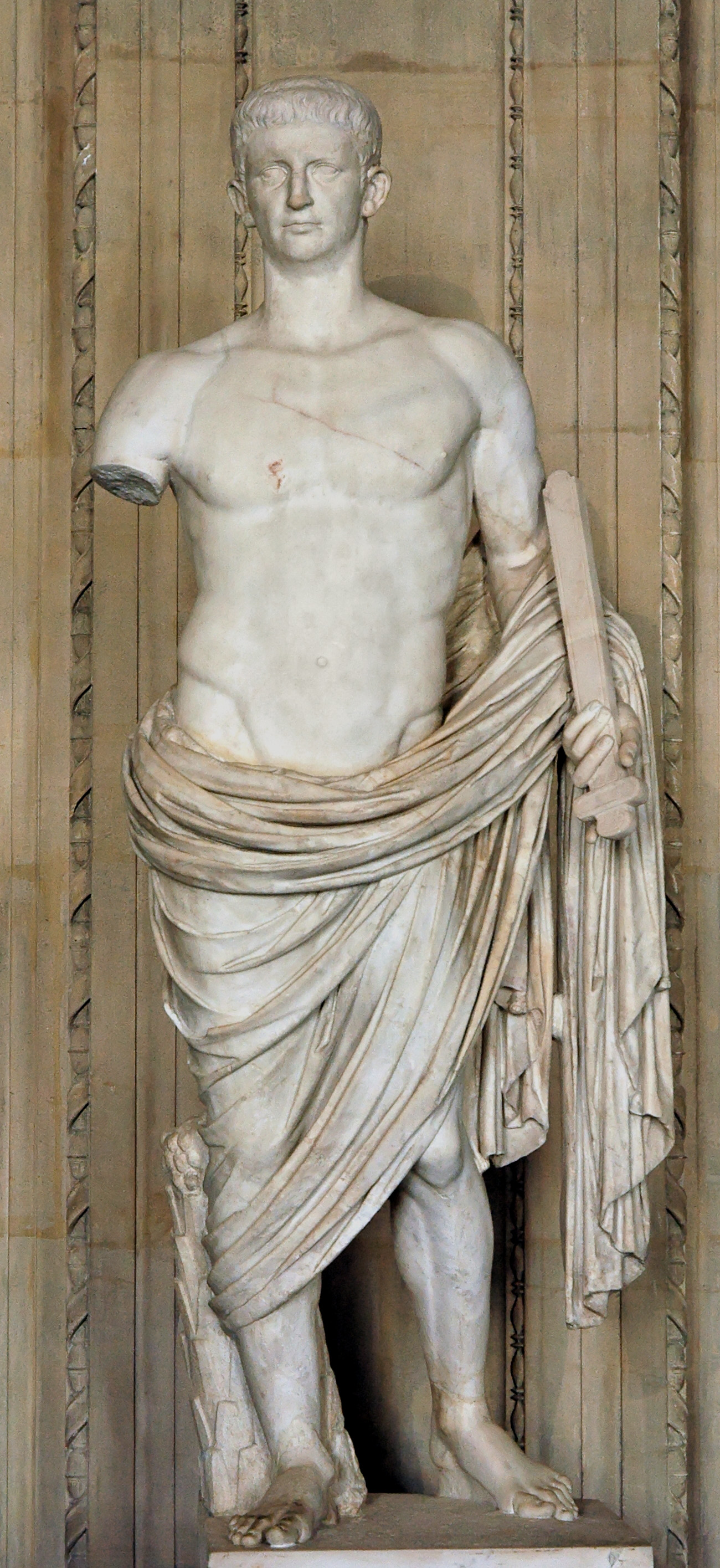
Cláudio. Museu do Louvre

O senado reuniu-se depressa e começou a debater um câmbio de governo que acabou degenerando numa discussão sobre quem deveria ser agora o novo príncipe. Quando conheceram a proclamação de Cláudio pela guarda pretoriana, exigiram que Cláudio fosse apresentado para aprovação. Cláudio recusou, sentindo o perigo que suporia ceder à sua exigência. Alguns historiadores, e em particular Josefo, sustêm que Cláudio obrou assim por conselho do rei de Judeia, Herodes Agripa I. Em todo caso, uma versão anterior dos mesmos fatos relatada pelo mesmo autor diminui a influência de Herodes pelo qual não é possível conhecer em que medida pôde este influir. Finalmente o senado viu-se obrigado a claudicar e, em contraprestação, Cláudio perdoou quase todos os assassinos.
Foi finalmente entronizado a 24 de agosto de 41. O senado exigiu que renunciasse ao seu título de imperator. Cláudio aceitou, possivelmente por ter uma ideologia republicana, embora tenha conservado o de Augusto. O seu segundo gesto inteligente foi o de entregar à guarda pretoriana 15 000 sestércios, procedentes da herança familiar, para obter o seu favor.
Cláudio efetuou uma série de passos com o fim de legitimar o seu governo frente de possíveis usurpadores do trono, a maioria enfatizando o seu lugar dentro da família júlio-claudiana. Adoptou o nome "César" como cognome, dado que continuava tendo muito peso entre o povo. Para isso foi tirado o cognome "Nero", que adotara como pater-famílias dos Cláudio Nero quando o seu irmão Germânico foi adotado em outra família. Embora nunca chegasse a ser adotado por Augusto ou pelos seus sucessores, Cláudio era neto de Octávia, pelo qual ficava legitimado para ostentar o nome dessa família.
Também adotou o título "Augusto", como fizeram os dois imperadores anteriores ao chegar ao trono. Manteve o nome honorífico "Germânico" para mostrar com isso a sua conexão com o seu irmão, considerado um herói pelos romanos. Deificou a sua avó paterna, Lívia, para sublinhar a sua posição como esposa do divino Augusto. Finalmente, Cláudio usava frequentemente o termo "Filho de Druso" ("filius Drusi") nos seus títulos, para recordar ao povo o seu já legendário pai, e assim ser atribuída parte da sua reputação.
Ao ter sido proclamado imperador pela guarda pretoriana e não pelo senado, o qual marcou um precedente na história de Roma, a reputação de Cláudio sofreu entre os historiadores e escritores antigos, tais como Sêneca. Além disso, foi o primeiro imperador que recorreu ao suborno como forma de se assegurar a lealdade do exército. Isto, no entanto, não é totalmente exato pois Tibério e Augusto deixaram presentes para o exército e a guarda no seu testamento, e à morte de Calígula parece que se aguardava o mesmo, se bem que não existia nenhum testamento. Cláudio demonstrou a sua gratitude à guarda pretoriana e até mesmo durante a primeira parte do seu reinado chegou a ordenar a cunhagem de moedas nas quais honrava os pretorianos.

### O governo de Cláudio

#### Expansão do Império

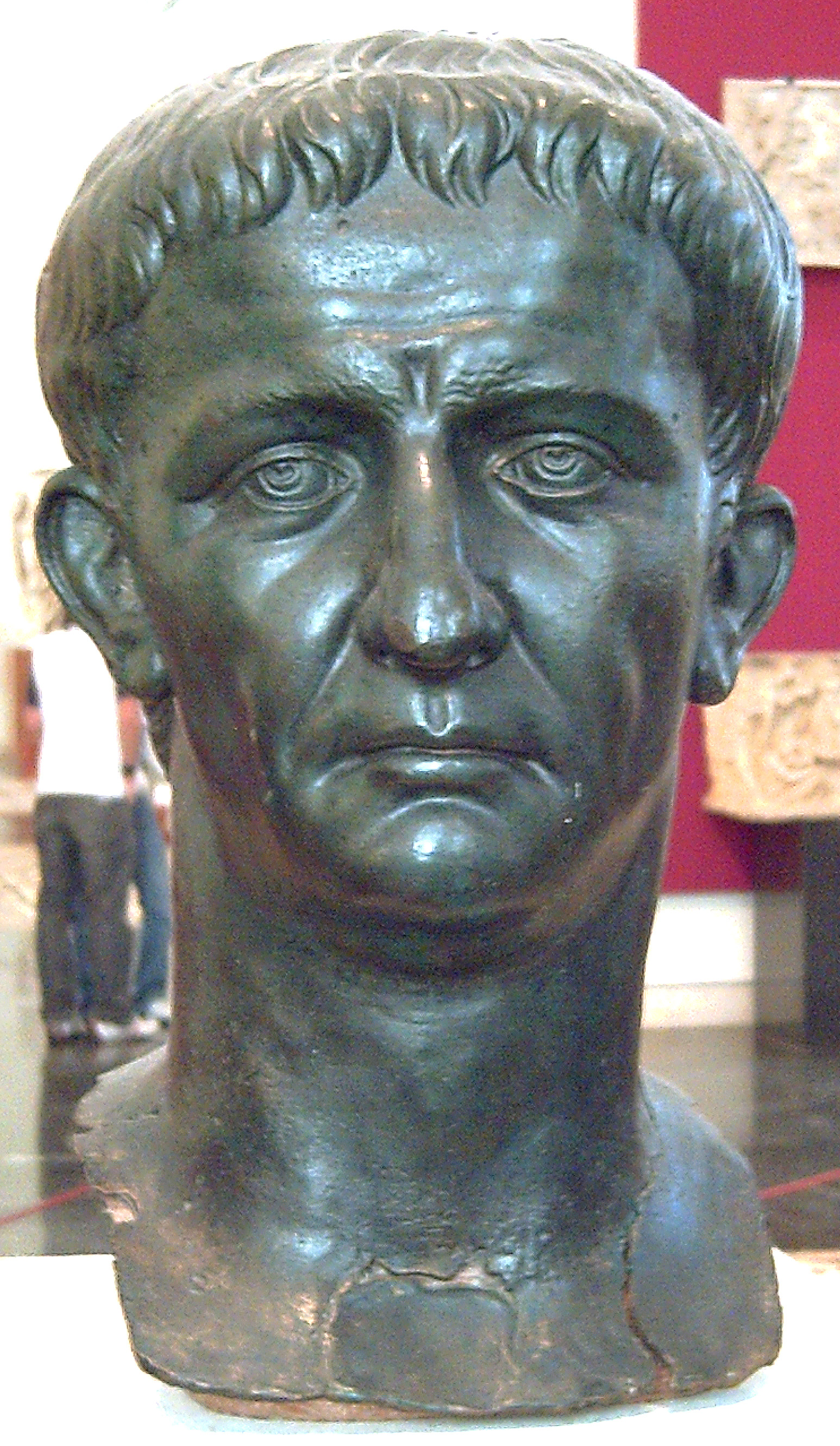
Cláudio. Retrato imperial em bronze no Museu Arqueológico Nacional de Espanha

Durante o reinado de Cláudio o império atravessou o seu período de maior expansão após a época de Augusto. Foram anexadas, por diferentes motivos, as regiões de Trácia, Nórica, Panfília, Lícia e Judeia. A anexação do Reino da Mauritânia começara sob o governo de Calígula, e foi completada com a derrota das forças rebeldes e a divisão em duas províncias imperiais. Contudo, a nova conquista de maior importância foi a da Britânia.
Nos princípios do seu reinado, ao chegar ao trono, Cláudio deu-se conta de que carecia de conexões no exército romano, pelo qual, quase imediatamente, planejou a invasão da Britânia (o território correspondente ao atual sul e centro da Grã-Bretanha). Esta começou em 43. Cláudio mandou o general Aulo Pláucio no comando de quatro legiões após a chamada de auxílio de uma tribo aliada. Britânia era um objetivo muito atrativo para Roma devido às suas riquezas naturais, nomeadamente na mineração e como fonte de escravos. Também era um lugar de asilo para os rebeldes gauleses, pelo qual não podia permanecer sem controlo.
Uma vez que Aulo Pláucio estabeleceu uma cabeça de ponte na ilha, Cláudio foi pessoalmente a Britânia levando consigo reforços militares e até mesmo elefantes de guerra, fato que elevou enormemente o seu carisma entre os legionários. Aparentemente, os elefantes causaram uma forte impressão nos britânicos durante a captura de Camuloduno. Marchou-se 16 dias depois, embora permanecesse nas províncias um tempo. Em 44, pôde celebrar finalmente um grande triunfo com a vitória completa na Britânia, triunfo concedido pelo senado pelos esforços realizados. Naquele então, somente os membros da família imperial podiam receber essa honra. Cláudio, mais adiante, levantaria a restrição em favor de alguns dos seus generais.
Foi-lhe outorgado o título honorífico "Britânico", em honra das suas conquistas, mas somente o aceitou em favor do seu filho, e nunca o utilizou formalmente para ele próprio.

O império de Cláudio (37 - 54)

Quando Carataco, o líder da resistência britana, foi finalmente capturado em 50, Cláudio indultou-o pela sua nobre atitude (o castigo era a pena de morte) e terminou os seus dias numa das províncias romanas. Isso implicou um final pouco comum para um general inimigo, embora também pudesse servir para acalmar a oposição na ilha. Cláudio ordenou destruir qualquer símbolo pertencente à religião celta ou druidismo, e muitos templos foram demolidos.
Além disso, e à parte da já mencionada anexação de Trácia, Nórica, Ilíria, Mauritânia, Panfília, Lícia e Judeia como províncias do Império Romano, Cláudio fortaleceu as fronteiras com Germânia. Ganhou um grande respeito por estas conquistas. Galba e Vespasiano, que depois seriam imperadores, efetuaram grande parte das suas respectivas carreiras nestas campanhas militares.
Cláudio efetuou um censo em 48 no que se contabilizaram cidadãos romanos, o qual supõe um acréscimo de ao redor de um milhão de cidadãos desde a morte de Augusto. Cláudio ajudou a incrementar o número mediante a fundação de colônias às quais se garantia a cidadania romana. As colônias com frequência eram formadas a partir de comunidades já existentes, e sobretudo aquelas cujas elites puderam levar o seu povo a apoiar a causa romana. Foram estabelecidas novas colônias nos novos territórios ou nas fronteiras do império para permitir uma fácil defesa dos territórios quando for necessário.

#### Obras públicas

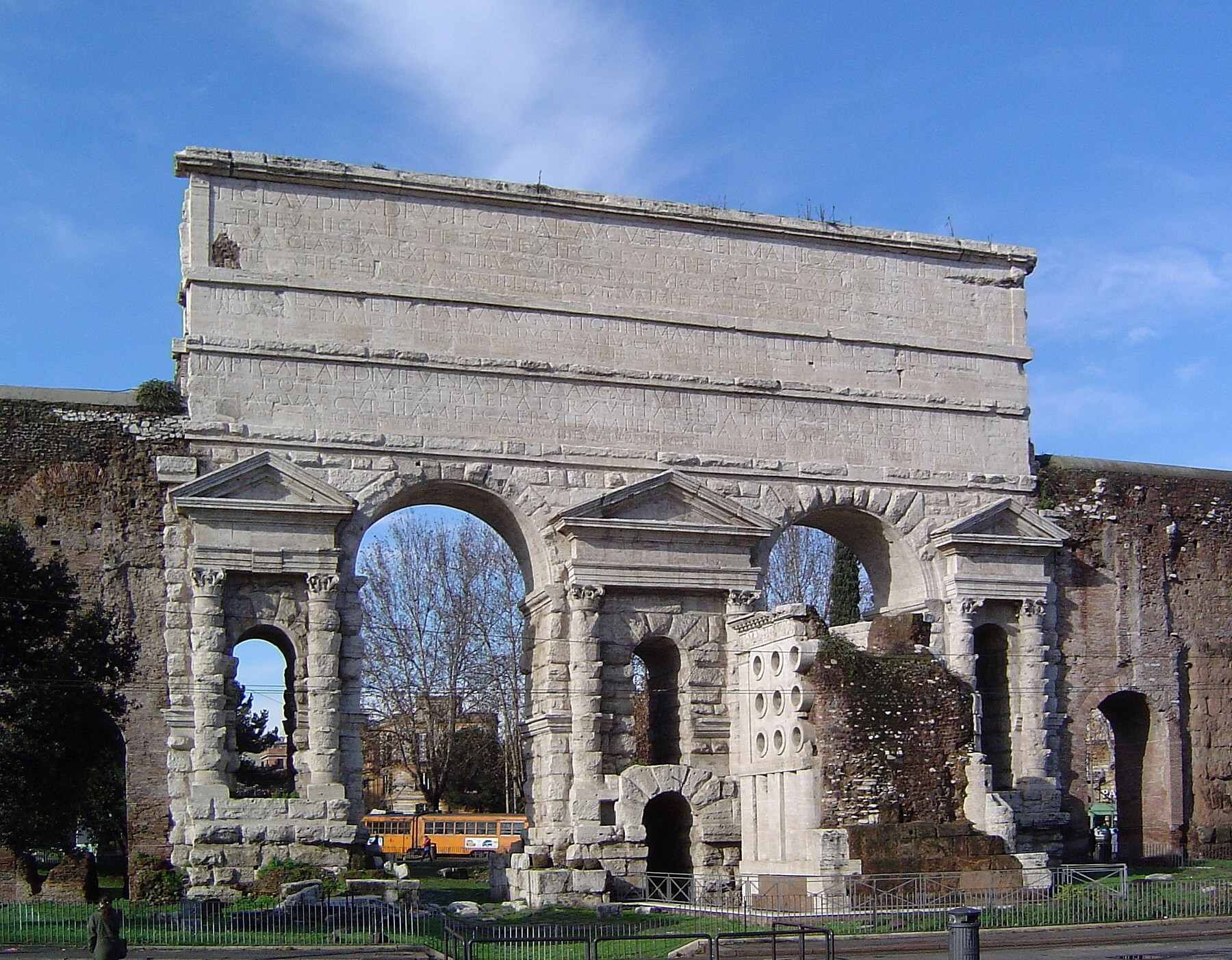
A Porta Maior, em Roma

Cláudio demonstrou ser um administrador capaz e um grande promotor de obras públicas. Durante os treze anos do seu governo, o Império Romano assistiu à construção de numerosas obras públicas, tanto na capital quanto nas províncias. Construiu dois aquedutos: o Água Cláudia, que começara Calígula, e o Ânio Novo. Estes chegaram à cidade em 52 e foram unidos com a famosa Porta Maior. Também restaurou um terceiro, o Água Virgem.
Cláudio preocupou-se especialmente do transporte. Construiu canais e estradas por toda a Itália e pelas províncias. De todos os canais destaca-se o que construiu do rio Reno até o mar e, quanto às estradas, foi muito importante a que ligava Itália e Germânia, ambas começadas pelo seu pai, Druso. Mais próximas a Roma, foram as construções do canal navegável no Tibre até Porto, o seu novo porto justo a norte de Ostia. Este novo porto foi construído num semicírculo com dois diques e um farol na sua boca. A nova construção também permitiu reduzir os casos de inundações em Roma.
O porto de Ostia foi parte da solução de Cláudio para a constante escassez no fornecimento de grãos a Roma que se produzira durante o Inverno, depois da temporada de navegação em Roma. Outra parte foi assegurar as embarcações mercantes de grão que estivessem dispostas a viajar para o Egito fora de temporada. Outorgou a estes navegantes privilégios especiais, incluindo a cidadania romana e a isenção da Lex Papia Poppaea, uma lei que regulava os matrimônios. Finalmente, eliminou os impostos que Calígula estabelecera sobre a comida, e reduziu mais os impostos naquelas comunidades que sofriam fomes.
A última parte do plano de Cláudio foi incrementar a quantidade de terra disponível para a agricultura na Itália. Para isso mandou secar o lago Fucino, com o objeto de transformar o terreno em terra cultivável, e para que o rio próximo do lago fosse navegável todo o ano. Foi escavado um túnel no leito do lago, mas o plano fracassou. O túnel não era bastante grande para transportar a água, o qual provocou que colapsasse ao ser aberto. A inundação resultante varreu uma exibição de gladiadores que estava decorrendo para comemorar a inauguração, e obrigou a Cláudio a correr para salvar a sua vida com os demais espectadores.
Em qualquer caso, a ideia não era má, e muitos outros imperadores e governantes a consideraram, incluindo Adriano e Trajano ou, já na Idade Média o Imperador do Sacro Império Romano Germânico Frederico II. Finalmente o projeto foi executado no século XIX pelo príncipe de Torlônia Para isso, o príncipe expandiu o túnel de Cláudio até três vezes o seu tamanho original.

#### Obra judiciária, legislativa e administrativa
Cláudio julgou pessoalmente muitos dos pleitos suscitados durante o seu reinado. Os historiadores antigos, contudo, queixam-se deste fato, indicando que os seus julgamentos eram variáveis e que ocasionalmente nem sequeira seguia o estabelecido na lei. Também alegam que era facilmente influenciável. Em qualquer caso, Cláudio pôs atenção no funcionamento do sistema judiciário. Estendeu a duração da sessão de verão e da de Inverno, encurtando os descansos tradicionais. Também promulgou uma lei que exigia aos demandantes permanecer na cidade enquanto os seus casos se estiveram julgando, dado que aos defensores já era requerido. Essas medidas tiveram o efeito de agilizar os casos pendentes. Por outro lado, a idade mínima para ser jurado foi incrementada a 25 anos para assegurar um jurado com maior experiência.
Cláudio também dedicou interesse às províncias; tentou convencer numerosos homens ricos das províncias para que adotassem a cidadania romana e se estabelecessem na capital para fazer fortuna. Até mesmo favoreceu a nomeação destes "novos romanos" como senadores, o que conduziu a uma certa xenofobia. Neste clima de admissão de novos senadores, Cláudio solicitou no senado a entrada da aristocracia gaulesa, como indica a Tabula Lugdunensis.
Mostrou interesse pelas leis, presidindo juízos públicos e decretando mais de 20 éditos por dia. Derogou as leis absurdas impostas por Calígula e perdoou todos aqueles que estiveram implicados na conjura.
Os numerosos éditos do reinado de Cláudio cobriram um grande número de questões, de conselhos médicos até ditados morais. Existem dois famosos exemplos de decretos médicos, um dos quais aconselhava o consumo do teixo para as mordeduras de serpente, e outro que fomentava as flatulências em público para melhorar a saúde. Um dos seus éditos mais famosos faz referência ao status dos escravos enfermos: Os donos abandonavam os seus escravos no Templo de Asclépio para falecer, e depois reclamavam-nos se sobreviveram. Cláudio ditou que os escravos que se recuperassem desse tratamento ficariam livres. É mais, os donos que escolhessem matar o escravo em lugar de tomar o risco de abandoná-lo desse modo seriam acusados de assassinato.
Privou da liberdade aos Lícios, rasgados por lutas intestinas, e devolveu-lhe aos Ródios, que mostravam estar arrependidos das suas faltas passadas, ao tempo que eximiu a Troia do pagamento de impostos. Anteriormente no seu reinado, os gregos e os judeus de Alexandria enviaram duas embaixadas após umas revoltas entre as duas comunidades. Este conflito terminou na famosa "Carta aos Alexandrinos", que reafirmava os direitos judeus na cidade mas que também lhes proibia transladar mais famílias. Segundo relata Flávio Josefo, depois reafirmou os direitos e liberdades de todos os judeus do império.
Um pesquisador da vida de Cláudio descobriu que muitos dos antigos romanos estabelecidos na cidade de Trento não eram de fato cidadãos romanos. O imperador promulgou um decreto mediante o qual deveriam ser considerados cidadãos romanos desde esse momento. Contudo, em casos individuais Cláudio, castigou a assunção ilegal da cidadania, tornando-a numa ofensa castigada com a pena capital. De forma similar, os libertos que fossem descobertos simulando ser cidadãos da ordem equestre voltavam a ser vendidos como escravos.

#### Cláudio e o senado
Devido às circunstâncias da sua ascensão ao trono, Cláudio pôs empenho em agradar o senado. Durante as sessões ordinárias, o imperador decidiu sentar-se entre o restante de membros do senado, respeitando nas suas intervenções o sistema de turnos. Quando promulgava uma lei se sentava entre os dois cônsules na sua qualidade de tribuno (o imperador não podia oficialmente ostentar o cargo de tribuno da plebe porque era patrício, mas a magistratura fora adotada pelos anteriores governantes). Rejeitou aceitar todos os títulos dos seus predecessores (incluindo o de Imperator) no começo do seu reinado. Permitiu ao senado cunhar as suas próprias moedas de bronze pela primeira vez desde os tempos de Augusto e até mesmo devolveu ao controlo do senado algumas das províncias imperiais como Macedônia ou Acaia.
Cláudio começou uma reforma do senado para que fosse um corpo mais eficiente e representativo. Chegou até mesmo a discutir com os senadores pela sua reticência a debater as suas propostas.
Em 47, assumiu o cargo de censor com Lúcio Vitélio. Sinalou os nomes de muitos senadores e cavaleiros que já não cumpriam com os requisitos para o cargo, embora lhes permitisse demitir antes de tomar ele as medidas oportunas. Ao mesmo tempo procurou homens elegíveis dentre as províncias. A Tabela de Lyon recolhe um discurso no qual Cláudio trata a entrada de senadores gauleses no órgão, e se dirige ao senado de jeito reverente embora ao mesmo tempo o critique pelo desdém para estes homens. Também incrementou o número de patrícios adicionando novas famílias ao grupo de linhas aristocráticas, seguindo com o precedente criado por Lúcio Júnio Bruto e Júlio César.
Apesar de todas estas medidas, muitos senadores continuaram sendo hostis a Cláudio, e houve muitos complôs para acabar com a sua vida. Como resultado, Cláudio viu-se obrigado a reduzir o poder do senado para poder governar com maior eficácia. A administração de Óstia foi encomendada a um procurador imperial após a construção do porto, e muitas das questões financeiras do império foram assinadas a funcionários públicos imperiais e libertos. Isto causou um ressentimento ainda maior, havendo comentários insinuando que os libertos governavam de fato o imperador.
As diversas tentativas de golpe de estado durante o reinado de Cláudio supuseram várias represálias que acabaram com a morte de muitos senadores. Ápio Silano foi executado no começo do reinado de Cláudio em circunstâncias discutíveis. Pouco mais tarde ocorreu uma rebelião dirigida pelo senador Lúcio Ânio Viniciano e por Escriboniano, o governador da Dalmácia, que ganhou um certo apoio senatorial. Terminou fracassando pelas reticências das próprias tropas de Escriboniano e pelo suicídio de muitos conspiradores. Outros senadores tentaram diferentes conspirações que terminaram com a sua condenação.
O genro de Cláudio, Pompeu Magno, foi executado por tomar parte numa conspiração com o seu pai, Crasso Frúgio. Em outro complô estiveram envolvidos Lúsio Saturnino, Cornélio Lupo e Pompeu Pedo. Em 46, Asínio Galo, neto de Caio Asínio Polião, e Estacílio Corvino foram exilados ao ser julgados culpáveis de um complô organizado com vários dos libertos de Cláudio. Décimo Valério Asiático foi executado sem um juízo público por razões desconhecidas. As fontes antigas dizem que a acusação foi adultério, e que Cláudio foi enganado para que impusesse essa pena, embora no discurso sobre os gauleses, mais de um ano depois, Cláudio sugere que a acusação poderia ter sido muito pior. Astiaco fora um dos aspirantes ao trono após a morte de Calígula e fora o companheiro no consulado de Estacílio Corvino.
Muitas destas conspirações ocorreram antes de Cláudio ocupar o cargo de censor, pelo qual poderiam ter influenciado na sua decisão de revisar o cumprimento dos requisitos dos senadores.
Suetônio afirma que um total de 35 senadores e 300 cavaleiros foram executados por diferentes delitos durante o reinado de Cláudio. É evidente que estas respostas às conspirações senatoriais não ajudariam a melhorar as relações entre o imperador e o órgão colegiado.

#### O secretariado e a centralização de poderes
Se bem que Cláudio não foi o primeiro imperador a utilizar libertos para lhe ajudar na gestão do Império, viu-se de alguma forma obrigado a incrementar o seu papel e o seu poder dentro dos cargos burocráticos do estado. Por um lado, Cláudio tinha muito respeito pela dignidade senatorial e não queria que os seus iguais estivessem obrigados a obedecer às suas ordens como o restante de funcionários públicos. Por outra, que desconfiava do senado pela hostilidade que professava. Esta desconfiança motivou, pela sua vez, a centralização do poder no príncipe, o que aumentou em definitiva a carga de trabalho e a necessidade do emprego de mais libertos.
Cláudio consolidou a sua posição como imperador e figura central do governo com a escolha de um grupo de libertos para exercer o cargo de secretário de estado, responsabilizando cada um de eles por um determinado âmbito. Alguns dos libertos foram assinados a tarefas de cargo público, como Narciso, secretário pessoal, ou Políbio, bibliotecário.
O secretariado dividiu-se em diferentes departamentos, cada um ao cargo de algum dos seus libertos. Narciso era o seu secretário pessoal, ou secretário de correspondência; Palas tornou-se secretário da tesouraria; Calisto secretário de justiça; foi criado um quarto departamento para assuntos vários que ficou sob domínio de Políbio até a sua execução por traição. Os libertos também podiam falar oficialmente em nome do imperador como aquela vez, por exemplo, Narciso dirigiu-se às tropas em nome de Cláudio antes da conquista da Britânia.
Os senadores foram assim deslocados e humilhados com as suas ocupações naturais nas mãos de antigos escravos. Além disso, segundo eles, se os libertos tinham o controlo total sobre o dinheiro, o correio e a lei, não lhes seria difícil manipular o imperador. Esta foi a acusação que expuseram as fontes antigas, se bem que estas mesmas fontes admitem que os libertos eram leais para Cláudio. O imperador também professava lealdade para os seus libertos e reconhecia o mérito que lhes correspondia. Por outro lado, quando alguma vez algum de eles mostrou alguma inclinação à traição o imperador castigou-o severamente, como no caso de Políbio e o irmão de Palas, Félix.
Em qualquer caso, e independentemente do seu poder político, os libertos conseguiram amassar uma grande fortuna graças às suas posições. Plínio, o Velho comenta que alguns de eles eram "mais ricos que Crasso", o homem mais acaudalado da época da República.

#### Reformas religiosas e jogos
Cláudio, autor de um tratado sobre as reformas religiosas de Augusto, sentiu-se em posição para instituir algumas próprias. Recusou a petição dos gregos alexandrinos de dedicar-lhe um templo como divindade, argumentando que somente os deuses podiam escolher os novos deuses. Restaurou os festivais perdidos e desfez-se das estranhas celebrações introduzidas por Calígula. Reinstaurou antigas observâncias e a linguagem arcaica. Preocupado pela difusão dos credos orientais dentro da cidade, buscou substitutos mais romanos. Enfatizou a prática dos mistérios eleusinos, que tiveram tantos adeptos durante a República. Reabilitou os antigos adivinhos etruscos (conhecidos como os arúspices), que substituíram os astrólogos estrangeiros aos que expulsou. Foi especialmente duro com o druidismo e as suas atividades proselitistas, por causa da sua incompatibilidade com a religião romana oficial. Opôs-se ao proselitismo de qualquer religião, até mesmo naquelas regiões em que era permitido aos nativos praticá-las livremente. Os resultados de todos estes esforços foram reconhecidos até mesmo por Sêneca, quem faz com que um antigo deus latino defenda Cláudio na sua sátira.
Cláudio efetuou os jogos seculares, para celebrar o 800.º aniversário da fundação de Roma. Um século antes, Augusto reorganizara os mesmos jogos com a desculpa de que o intervalo para os mesmos era de 110 anos e não de 100. Durante os jogos, Cláudio também mandou representar naumaquias para inaugurar os trabalhos de drenagem do lago Fucino, assim como outros jogos públicos e espetáculos.

### Morte, deificação e reputação

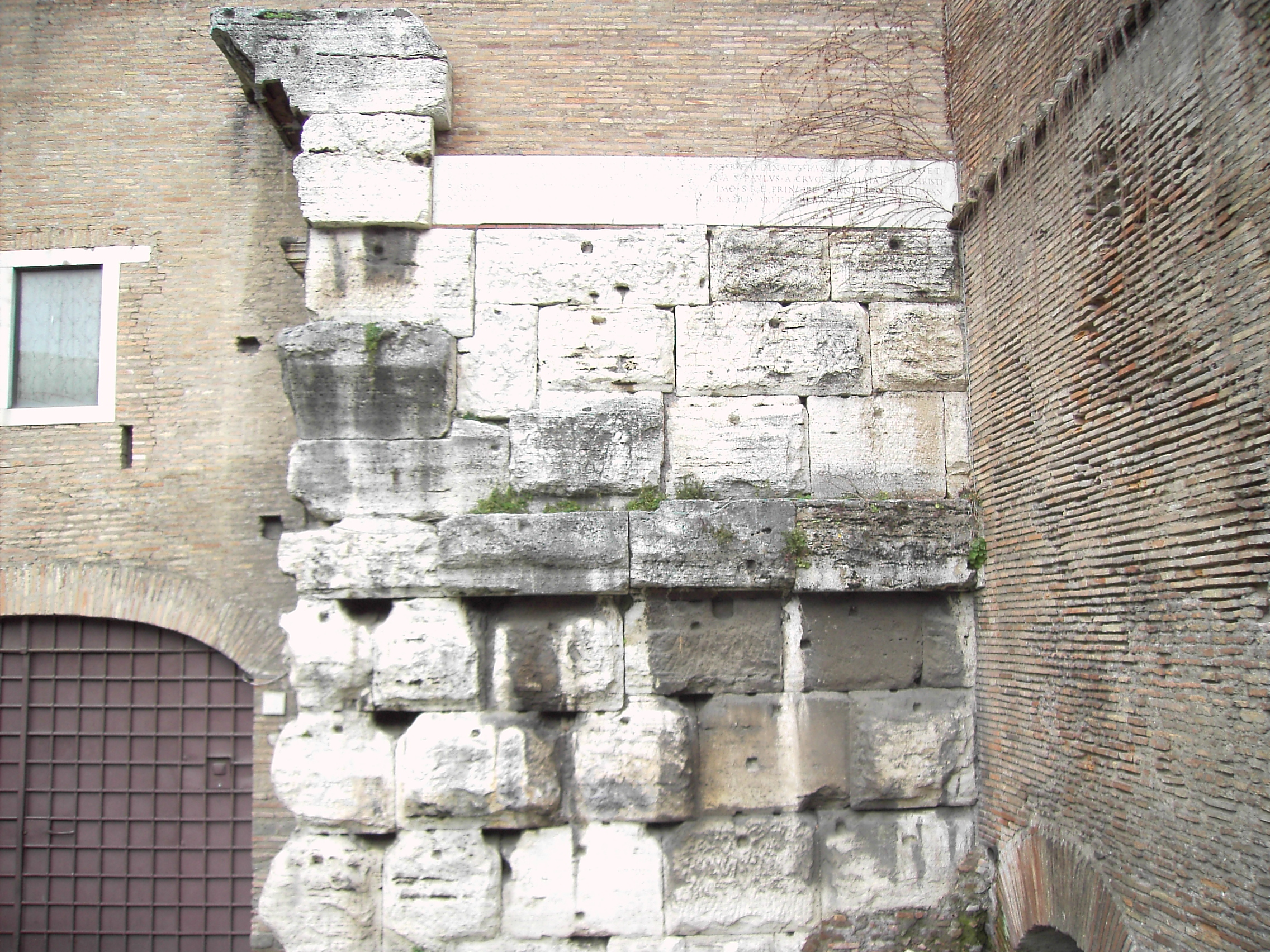
Roma, Basílica de São João e São Paulo no Célio. A imagem amostra os restos do antigo templo romano ao Deus Cláudio.

O consenso geral entre os historiadores antigos é que Cláudio foi assassinado mediante envenenamento, possivelmente com cogumelos, e que faleceu nas primeiras horas de 13 de outubro de 54. Contudo, os relatos mostram discrepâncias. Alguns dizem que Cláudio estava em Roma, enquanto outros afirmam que estava em Sinuessa. Alguns sugerem que tanto Haloto, o seu catador, quanto Xenofonte, o seu doutor, ou a infame envenenadora Locusta, poderiam ter sido os administradores da substância mortal. Alguns dizem que faleceu após um prolongado sofrimento depois de uma dose única administrada na refeição, e outros que se recuperou e foi envenenado de novo. Quase todos implicam a sua última esposa, Agripina, como instigadora.
De fato, é provável que fora Agripina que o envenenasse para facilitar ao seu próprio filho, Nero, a ascensão ao trono imperial. Cláudio faleceu na noite de 13 de outubro de 54 d.C. Tinha 64 anos.
Agripina e Cláudio foram-se enfrentando cada vez mais nos meses anteriores à sua morte. Isto levou a um momento em que Cláudio começou a lamentar abertamente a sua má escolha de esposas, e começou a fazer comentários em relação à maioridade próxima de Britânico, pensando que pudesse ocupar o seu lugar. Agripina tinha, portanto, motivos para se assegurar da ascensão de Nero ao trono, antes que Britânico pudesse ganhar poder.
Atualmente, alguns autores puseram em dúvida se Cláudio foi efetivamente assassinado ou se simplesmente sucumbiu ante uma doença ou a sua própria velhice. Alguns estudiosos modernos aludem à universalidade da antigas acusações como fontes de credibilidade para a existência de um crime.
As cinzas de Cláudio foram enterradas no Mausoléu de Augusto a 24 de outubro, após um funeral de caráter imperial. Foi deificado por Nero e pelo senado pouco depois.
O testamento de Cláudio fora modificado pouco antes da sua morte, pode ser que para recomendar como sucessores Nero e Britânico conjuntamente ou talvez apenas Britânico, que em poucos meses atingiria a maioridade. Agripina enviara Narciso fora da cidade pouco antes da morte de Cláudio e, após o magnicídio, mandou-o matar. O último ato de Narciso foi queimar toda a correspondência de Cláudio, possivelmente para que o novo regime hostil aos partidários de Cláudio não pudesse usar os seus conteúdos. Portanto, os motivos privados de Cláudio sobre as suas políticas e motivos perderam-se na história.
Nero criticou com frequência o falecido imperador e muitas das leis e éditos de Cláudio foram descartados sob o argumento de ter sido estúpido e senil demais para realmente ter querido aplicá-los. Esta opinião de que Cláudio era um velho idiota permaneceu como versão oficial durante todo o reinado de Nero. Finalmente Nero parou de aludir ao seu pai adotivo, e realinhou-se com a sua família natural, dando as costas à adotiva. O Templo de Cláudio ficou sem terminar depois que somente se construíssem parte dos seus alicerces, e finalmente seria ocupado o lugar com um edifício em honra de Nero.
A dinastia Flávia, que escalara posições entre a aristocracia sob o reinado de Cláudio, tomou uma postura diferente frente do imperador. Estavam numa posição na que deviam fortalecer a sua legitimação ao trono, ao mesmo tempo que justificar a queda da dinastia júlio-claudiana. Para isso utilizaram a de Cláudio e contrastaram-na com a de Nero numa tentativa de se mostrarem associados com a antiga prosperidade. Foram cunhadas moedas comemorativas de Cláudio e do seu filho não reconhecido, Britânico, que tinha sido amigo pessoal do imperador Tito. Sob o seu reinado foi completado definitivamente o Templo de Cláudio. Contudo, à medida que os flávios se foram consolidando no poder, precisaram enfatizar melhor as suas próprias credenciais, e as suas referências a Cláudio cessaram.
Todos os principais historiadores antigos (Tácito, Suetônio e Dião Cássio), escreveram quando a dinastia flávia já chegara ao seu fim. Todos pertenciam também às classes senatorial ou equestre. Sendo os três senadores ou equestre, tomaram parte em favor do senado na maioria dos conflitos com o príncipe e compartilharam os pontos de vista senatoriais sobre o imperador. Isto implicou, conscientemente ou não, uma visão enviesada dos fatos. Suetônio, que perdeu o acesso aos arquivos oficiais pouco após começar o seu trabalho, viu-se obrigado a depender do relato de terceiros enquanto a Cláudio (exceto as cartas de Augusto, que recopilara anteriormente). E é por isso que em nenhum momento o cita. Suetônio apresenta Cláudio como uma figura ridícula, tirando importância a muitos dos seus atos e atribuindo aos seus ajudantes as decisões afortunadas que não podiam ser negadas. Num texto dirigido aos seus companheiros senadores, Tácito catalogava os imperadores segundo o seu próprio parecer. Segundo ele, Cláudio foi um peão passivo e idiota; até mesmo chegou ao ponto de ocultar o seu próprio uso de Cláudio como fonte e a omitir nas suas obras a descrição do seu caráter. Até mesmo a sua versão do discurso dado por Cláudio em Lyon é apagado o rasto da personalidade do imperador. Dião Cássio parece menos enviesado que os anteriores, embora pareça que utilizou também Suetônio e Tácito como fontes. Portanto, a sua concepção de Cláudio ser um débil idiota, controlado por aqueles aos que supostamente governava, permaneceu ao longo da história.
À medida que passou o tempo, Cláudio foi praticamente esquecido fora dos relatos históricos. Os seus livros foram os primeiros em perder-se. No século II, o imperador Pertinax, que compartia o seu mesmo dia de nascimento, fez sombra a qualquer comemoração de Cláudio. Também nesse século, o imperador Cláudio II Gótico usurpou o seu nome. Quando faleceu Cláudio II também foi deificado, o qual implicou que substituísse Cláudio no panteão.

## Esboço do césar
O historiador Suetônio descreve com relativo pormenor o físico do imperador:
| “ | Ostentava certo aspecto de grandeza e dignidade, quer em pé ou sentado, mas sobretudo em repouso, pois era alto e esbelto, tinha um rosto belo, formosos cabelos brancos, e pescoço robusto; mas quando andava, as suas inseguras pernas faziam cambalear-se, e quando falava, quer em broma quer em sério, afeavam-no as suas taras: um riso desagradável, uma cólera mais repulsiva ainda, que fazia jogar espuma pela boca, nariz gotejante, um insuportável balbucio e um contínuo tremor de cabeça que crescia ao ocupar-se de qualquer assunto por insignificante que fosse. | ” |

Sêneca, filósofo estoico, comenta no seu Apocolocyntosis divi Claudii que a sua voz não pertencia a nenhum animal terrestre, e que as suas mãos também eram fracas; Contudo, não tinha nenhuma deformidade física, e os historiadores concordam em que todos estes sintomas ajudaram a sua ascensão final ao trono. O próprio Cláudio chegou a alegar que exagerara a sua doença para poder salvar a sua vida.
Cláudio foi maltratado pelos seus coetâneos e constantemente desconsiderado, até mesmo pelos seus familiares mais diretos. A sua própria mãe desprezava-o e qualificava de "caricatura de homem, aborto da Natureza". A sua avó Lívia Drusa teve sempre por ele um profundo desprezo; dirigia-lhe a palavra muito raras vezes, e caso ter algo que advertir, fazia-o por meio de uma carta lacônica e dura ou por terceiras pessoas. A sua irmã Lívila, ouvindo dizer que Cláudio reinaria algum dia, compadeceu em voz alta o povo romano por lhe estar reservado tão infausto destino.
Suetônio disse que era "borracho e jogador". O seu mesmo nome significava coxo e o seu tio avô Augusto costumava referir-se a ele como "pobrezinho". Quando foi senador, tinha de ler os seus discursos sentado em vez de estar de pé. Além disso, Sêneca dedicou ao imperador, já falecido, a sátira Apocolocyntosis divi Claudii (metamorfose da cabeça de Cláudio em abóbora). Produziu a gozação de todo o mundo, inclusive da sua família.
Ao longo do século passado, o diagnóstico moderno da aparência de Cláudio mudou por diversas ocasiões. Antes da Segunda Guerra Mundial, a causa mais aceite era a paralisia infantil ou poliomielite, este é o diagnóstico que utiliza Robert Graves nos seus romances, publicados na década de 1930. Contudo, a pólio não explica muitos dos sintomas descritos pelos historiadores, e algumas teorias mais recentes apontam uma paralisia cerebral, como Ernestine Leon. Também se tem como possível causa a síndrome de Tourette.
Quanto à sua personalidade, os historiadores antigos descrevem-no como generoso, acessível, uma pessoa que se ria facilmente e que se juntava e comia com a plebe. Os historiadores romanos também referem a Cláudio como um personagem cruel e sedento de sangue, pelas frequentes lutas de gladiadores e as execuções que mandava realizar, e muito colérico. Contudo, era muito confiado, e foi muito influenciado e manipulado pelas suas diferentes esposas e os seus libertos. Pelo contrário, também o descrevem como paranoico, apático, tolo e fácil de confundir. Apesar do anterior, outros estudos apresentam outro ponto de vista, descrevendo-o como uma pessoa inteligente, astuta, estudiosa, um grande administrador e com bom ponto de vista sobre a justiça. Ademais escreveu várias obras de História, que infelizmente não chegaram até os nossos dias.
Portanto, a figura de Cláudio tornou-se num enigma, e desde a descoberta da sua "Carta aos Alexandrinos", o passado século, foi efetuado um grande trabalho para reabilitar a sua figura e tentar determinar a verdade.

## Matrimônios e vida pessoal
A vida amorosa de Cláudio não foi a usual de alguém da alta nobreza nesses tempos. Edward Gibbon menciona que, dos primeiros quinze imperadores, "Cláudio foi o único cujos gostos sexuais eram completamente corretos", indicando com isso que foi o único que não manteve relações homossexuais ou pederastas. Gibbon baseia-se no comentário de Suetônio no que afirma que "Teve uma grande paixão pelas mulheres, mas nenhum interesse pelos homens". Suetônio e os outros historiadores da antiguidade realmente utilizaram esta questão contra Cláudio, acusando-o de ser dominado pelas mesmas mulheres e esposas, e de agir submetido por elas.
Apesar dos seus grandes sucessos na administração do império, a vida privada de Cláudio foi pouco afortunada. Cláudio casou-se em quatro ocasiões. O seu primeiro matrimônio, com Pláucia Urgulanila, aconteceu após estar prometido em duas ocasiões (a primeira foi com a sua prima afastada Emília Lépida, mas quebrou-se por razões políticas. A segunda foi com Lívia Medulina, mas finalizou pela morte súbita da noiva no mesmo dia do casamento). Urgulanila era familiar de uma confidente de Lívia, Urgulanila. Deste matrimônio nasceu um filho, Cláudio Druso, que faleceu jovem por asfixia, pouco após ter-se prometido com a filha de Sejano. Cláudio terminou divorciando-se de Urgulanila por adultério e por suspeitas de ter cometido o assassinato de Aprônia, a sua cunhada. Após o divórcio, Urgulanila teve uma filha, Cláudia, a que Cláudio repudiou por a considerar filha de um dos seus libertos. Pouco depois (provavelmente em 28), Cláudio casou-se com Élia Pecina, familiar de Sejano, e teve uma filha chamada Cláudia Antônia. Divorciou-se quando o matrimônio tomou carga política, embora Leão (1948) sugira que pudesse ter-se devido a abusos morais e emocionais por parte de Élia.
Após esses matrimônios infrutuosos casou-se em 38 ou começos do 39 com Valéria Messalina, de 15 anos, que era sua prima e estreitamente ligada ao círculo de Calígula. Ela nunca quis Cláudio, mas ambicionava o poder. Pouco depois do seu matrimônio, deu à luz sua filha, Cláudia Octávia, e em 41 ao seu primeiro filho varão, Tibério Cláudio Germânico, que posteriormente seria conhecido como Britânico. Após isto, sentia-se protegida frente de todos os ataques exteriores e aproveitou o seu poder sem escrúpulos. Pouco depois tiveram uma filha, Octávia, mas Cláudio ignorava os seus numerosos encontros extramatrimoniais. Os historiadores antigos alegam que Messalina era ninfômana e que por isso era infiel habitualmente a Cláudio. Tácito comenta que chegou a competir com uma prostituta no número de amantes que podia ter numa noite e que manipulava a política para conseguir riquezas para si mesma.
Em 48, Messalina contraiu matrimônio com Caio Sílio numa cerimônia pública enquanto Cláudio se encontrava em Ostia. As fontes discrepam sobre se se teria divorciado antes do imperador ou se a sua intenção era usurpar o trono. Scramuzza sugere na sua biografia que Sílio pôde ter convencido Messalina de que Cláudio estava condenado, e que a sua união era a única forma de reter a posição e de proteger os seus filhos. Tácito sugere que o cargo de censor que possuía Cláudio ter-lhe-ia impedido conhecer a infidelidade. Em qualquer caso, o resultado foi a execução de Sílio, Messalina e grande parte do seu círculo. Sílio era o filho de Caio Sílio, um conhecido comandante militar a serviço de Germânico, irmão de Cláudio. Temendo uma revolta, ordenou os pretorianos que matassem Sílio e Messalina. A morte desta foi muito trágica, pois faleceu nos braços da sua mãe. Cláudio chegou mesmo a pedir à guarda pretoriana que o matassem caso voltasse a casar-se.
Apesar desta declaração, Cláudio casou-se uma vez mais. As fontes antigas contam que os libertos apresentaram três possíveis candidatas: a antiga esposa de Calígula, Lólia Paulina; a segunda esposa de Cláudio, Élia, e a sua sobrinha, Agripina Minor. Segundo o relato de Suetônio, esta impôs-se sobre as demais candidatas.
Na realidade talvez houvesse uma vertente mais política. A tentativa de golpe de estado de Sílio provavelmente fez Cláudio dar-se conta da debilidade da sua posição como membro da família Cláudia, mas não da Júlia. Esta debilidade ficava mais ao descoberto pelo fato de não ter um verdadeiro herdeiro, pois Britânico era ainda uma criança. Agripina era uma das poucas descendentes que ficavam de Augusto e o seu filho, Lúcio Domício Enobarbo (mais tarde conhecido como Nero), um dos últimos varões da família imperial.
Foi recentemente sugerido que o próprio senado poderia impulsionar o matrimônio como modo de pôr fim à luta entre os ramos Júlia e Cláudia. Esta ruptura remontava às ações de Agripina, a maior, contra Tibério e após a morte do seu marido Germânico.

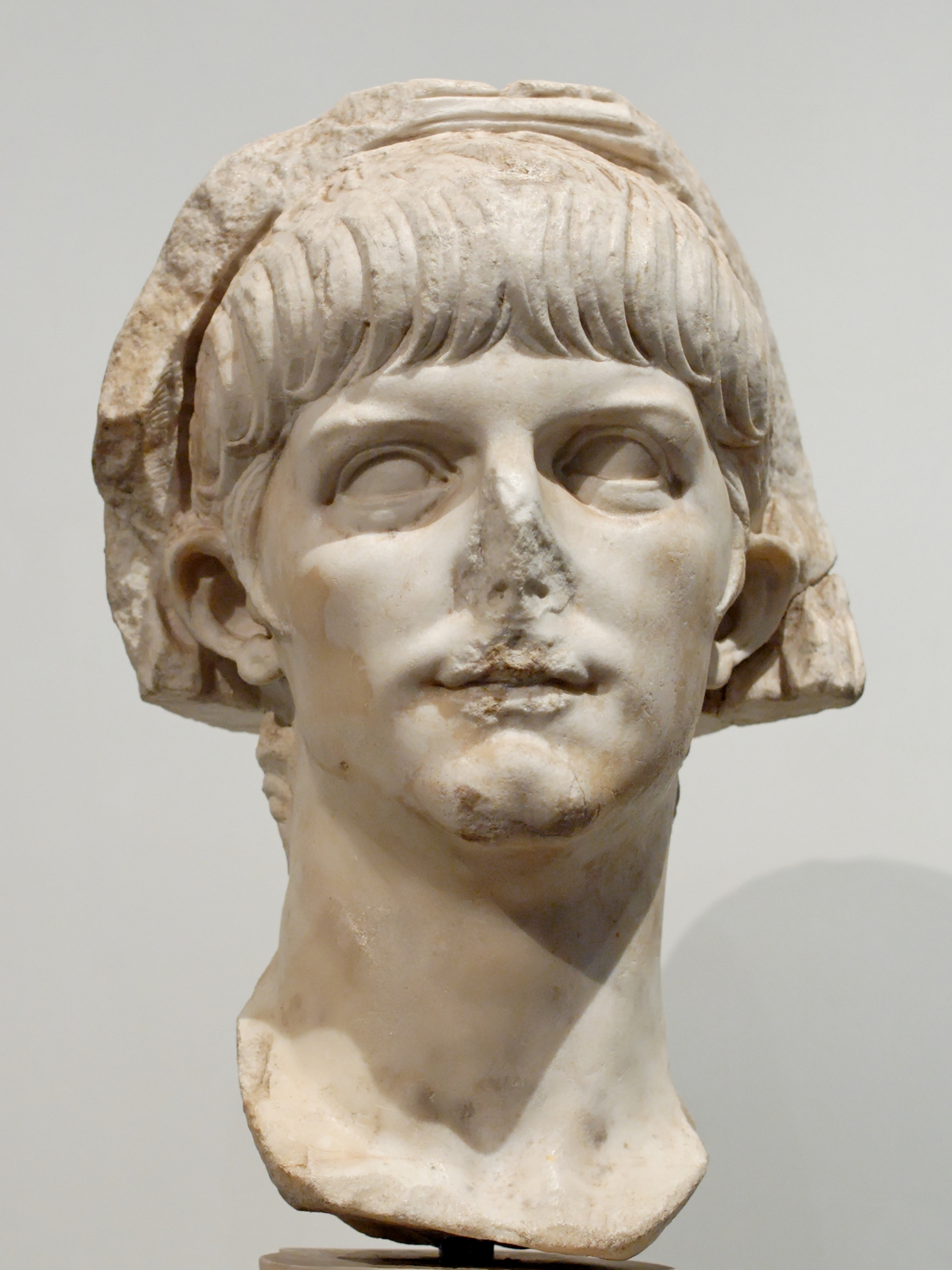
Retrato do novo Nero.

Em qualquer caso, em 49 e com uma licença especial do senado, Cláudio casou-se com a sua sobrinha Agripina a menor, filha de Agripina a maior (pela sua vez filha de Marco Vipsânio Agripa, o amigo e privado de Augusto) e o seu irmão Germânico, irmã de Calígula. Mais tarde também adotaria o filho de Agripina como filho seu, o que abriria o acesso ao trono a Lúcio Domício Nero, em detrimento do filho não reconhecido de Cláudio, Britânico.
Nero seria nomeado co-herdeiro com o ainda menor de idade Britânico, casaria-se com Octávia e receberia uma grande promoção na sua carreira política. A nomeação de dois herdeiros ao mesmo tempo não era infrequente. Barbara Levick comenta que Augusto nomeara o seu neto Agripa Póstumo com Tibério como co-herdeiros. Tibério, pela sua vez, nomeou Calígula com o seu neto, Tibério Gemelo. A adoção de adultos ao mesmo tempo que jovens que não atingiram ainda a maioridade era uma antiga tradição em Roma quando não existia um herdeiro adulto disponível. Isto ocorreu durante a minoridade de Britânico, e é por isso que S.V. Oost sugere que Cláudio visava adotar um dos seus filhos políticos como forma de proteger o seu próprio reinado. Do contrário, os possíveis usurpadores aproveitar-se-iam de que não haver um adulto preparado para substituí-lo.
Fausto Cornélio Sula Félix, que estava casado com a sua filha Cláudia Antônia, somente descendia da família de Octávia e de Antônio por uma via, e não estava perto o suficiente da família imperial como para evitar as dúvidas sobre a sua legitimidade (embora isto não evitasse ser assinalado como implicado numa tentativa de golpe de estado contra Nero alguns anos depois). Além disso, era meio-irmão de Messalina, e para então as feridas ainda estavam abertas. Nero era mais popular para o povo ao ser neto de Germânico e descendente direto de Augusto.

## Obras de erudição e o seu impacto
Cláudio escreveu muito ao longo da sua vida. Arnaldo Momigliano afirma que durante o reinado de Tibério — momento em que a carreira literária de Cláudio chegou ao seu ponto álgido — voltou-se politicamente incorreto falar da Roma Republicana. A tendência entre os historiadores jovens foi querer escrever a respeito do novo império ou em relação a obscuras matérias arcaicas. Cláudio foi um dos raros eruditos que abarcou ambas. À parte da história do reinado de Augusto, que lhe causou muitos problemas, as suas principais obras foram uma história dos Etruscos e oito volumes sobre a história de Cartago, além de um dicionário etrusco e um livro sobre o jogo de dados. Apesar de evitar tratar a época imperial, escreveu uma defesa de Cícero contra os cargos de Asínio Galo. Os historiadores modernos basearam-se neste dado para determinar a natureza da sua política e para tentar esclarecer os capítulos eliminados da sua história da guerra civil.

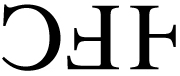
Letras cláudias

Propôs uma reforma do alfabeto latino com o aditamento de três novas letras (as letras cláudias), duas das quais cumpriam as funções da W e Y (esta última com o valor equivalente ao ü alemão). Estabeleceu oficialmente a mudança durante a sua censura, mas estas novas letras não sobreviveram ao seu governo. Cláudio também tentou reviver o antigo costume de pôr pontos entre cada palavra (o latim clássico era escrito sem espaços). Finalmente, escreveu uma autobiografia em oito volumes que Suetônio qualifica como falta de bom gosto. Considerando que Cláudio, assim como a maioria dos membros da sua dinastia, dedicou-se a criticar duramente os seus predecessores e parentes nos discursos que sobreviveram, não é difícil imaginar a natureza da acusação de Suetônio).
Infelizmente, nenhuma das suas obras sobreviveu. Apenas se preservaram como fontes das histórias da dinastia júlio-claudiana que chegaram até a atualidade. Suetônio cita a autobiografia de Cláudio numa oportunidade e deve tê-la usado como fonte muitas vezes. Tácito usa os próprios argumentos de Cláudio para as inovações ortográficas mencionadas em cima e pôde tê-lo usado para alguma das mais antigas passagens dos seus Anais. Cláudio é a fonte de numerosas passagens da História Natural de Plínio, o Velho.
É óbvia a influência do estudo histórico em Cláudio. No seu discurso sobre os senadores gauleses, usa uma versão sobre a fundação de Roma que é idêntica à de Tito Lívio, o seu tutor durante a adolescência. O detalhismo do seu discurso linda no pedante, um traço comum a todas as suas obras existentes, nas quais se desvia para longas digressões sobre matérias relacionadas. Isto indica um profundo conhecimento de uma variedade de temas históricos que não podia evitar incluir nos seus relatos. Muitas das obras públicas realizadas durante o seu governo foram baseadas em planos sugestionados por Júlio César. Levick crê que a sua emulação de César pode ter-se estendido para todos os aspectos das suas políticas. A sua censura parece ter-se baseado na de alguns dos seus antepassados, particularmente em Ápio Cláudio Ceco, até o ponto de Cláudio utilizar o cargo para impor políticas baseadas nas dos tempos republicanos. Este é o período no que aconteceram muitas das suas reformas religiosas e no que se incrementou notavelmente a atividade construtiva do seu mandato. De fato, a sua aceitação do cargo de censor pode ter sido motivada pelo desejo de ver frutos nos seus trabalhos acadêmicos. Ele cria, bem como a maioria dos romanos, que o seu antepassado Ápio Cláudio Ceco usara a censura para introduzir a letra R e pelo mesmo motivo aproveitou o cargo para introduzir as suas novas letras.

## Cláudio na arte

### Novelas históricas
- Eu, Cláudio de Robert Graves, 1934, autobiografia fictícia do próprio Cláudio.
- Cláudio, o deus e a sua esposa Messalina de Robert Graves, 1934, continuação da anterior.

### Televisão
- Império de cristal, telenovela mexicana baseada no Império Romano. Trata-se de 5 irmãos (curiosamente todos com nomes de imperadores romanos), dos quais o menor é Cláudio, quem sofre os mesmos problemas e complexos que o imperador romano, exceto a tartamudez.

### Películas históricas
| Ano  | Película ou série | Diretor             | Intérprete        |
| ---- | ----------------- | ------------------- | ----------------- |
| 1979 | Calígula          | Tinto Brass         | Giancarlo Badessi |
| 1976 | Eu, Cláudio       | Herbert Wise        | Derek Jacobi      |
| 1968 | Os Césares        | Derek Bennett       | Freddie Jones     |
| 1937 | Eu, Cláudio       | Josef von Sternberg | Charles Laughton  |